# Мамедов, Бахтияр Мамед Рза оглы
Бахтияр Мамед Рза оглы Мамедов (азерб. Bəxtiyar Məmmədrza oğlu Məmmədov; 1925, Нуха — 1989, Баку) — советский нефтяник, Герой Социалистического Труда.

## Биография
Родился в 1925 году в городе Нуха Нухинского уезда (ныне город Шеки Азербайджана).
В 1949 году окончил нефте-горнодобывающий факультет Азербайджанского индустриального института на специальности «Разработка и эксплуатация нефтегазовых месторождений».
Трудовая деятельность Мамедова была полностью связана с разработкой нефтяных месторождений.
Начал трудовую деятельность в 1944 году помощником мастера на тресте «Орджоникидзенефть», с 1948 года инженер промысла на этом же тресте. С 1952 управляющий промыслами, позже начальник НПУ «Гюргяннефть». С 1962 года главный инженер объединения «Азнефть», с 1963 начальник объединения «Главморнефть». В 1965 году Бахтияр Мамедов назначен на должность министра нефтедобывающей промышленности Азербайджанской ССР. С 1970 года начальник объединения «Каспийморнефть», с 1972 начальник НГПУ имени 26 бакинских комиссаров. С 1982 по 1986 год директор НПУ «Була-дениз».
Указом Президиума Верховного Совета СССР от 19 марта 1959 года, за выдающиеся успехи, достигнутые в деле развития нефтяной и газовой промышленности, Мамедову Бахтияру Мамед Рза оглы присвоено звание Героя Социалистического Труда с вручением ордена Ленина и золотой медали «Серп и Молот».
Мамедов являлся ученым в области нефти и газа. Автор около 50 научных статей по теме разработки нефтегазовых месторождений, автор кандидатской диссертации «Бурение скважин многослойных морских нефтяных месторождений, их переработка и научных принципы». Мамедовым запатентованы такие изобретения, как «Способ испытания буровых вышек в промысловых условиях неразрушающим динамическим методом», «Устройство для защиты металлических свай от коррозии» и «Устройство для ликвидации прихватов насосно-компрессорных труб в скважине».
Герой Социалистического Труда, кавалер орденов «Ленина», «Октябрьской Революции», «Трудового Красного Знамени». Почетный нефтяник СССР, мастер нефти Азербайджанской ССР и заслуженный инженер Азербайджанской ССР.
Депутат Верховного Совета СССР VI созыва.
Скончался в 1989 году в городе Баку.